# Radia
Le réseau Radia est un groupe international informel de radios libres créé en avril 2005. Ses différents membres possèdent un intérêt commun dans la production et la diffusion d'œuvres pour la radio. En 2009, le réseau regroupe 18 radios sur 16 villes, 12 pays, de 8 langues différentes. En plus d'une activité régulière de production et d'échange de créations radiophoniques, le réseau Radia organise de temps en temps des émissions spéciales et des événements à distance. Plus largement, le réseau se veut un espace de réflexion sur la radio et la création radiophonique d'aujourd'hui. Ses activités tentent de contribuer à l'échange interculturel et à la circulation des œuvres et des artistes.
Le choix du nom Radia est une référence à La Radia, manifeste futuriste écrit par Federico Tomaso Marinetti et Pino Masnata en 1933 dans le but de donner une orientation révolutionnaire à l'expression radiophonique. Les personnalités fondatrices du réseau ont préféré se séparer du La pour marquer leur distance d'avec les idéaux politiques des Futuristes, considérant que, par ailleurs, « radia » tout court signifie « radio » ou « radios » dans certaines langues.

## Émissions
Le principe de base du réseau Radia est une émission hebdomadaire de 28 minutes, diffusée par toutes les radios membres. Chaque radio produit l'émission à son tour. Chaque cycle d'émission porte le nom de saison.

### Contenu
Comme le proclame leur indicatif (traduit en français), Radia "amène à [ses] auditeurs des façons de faire de la radio, nouvelles ou bien oubliées. Chaque semaine, [ils] mettent des artistes au défi de faire de la radio qui fonctionne dans toute l'Europe et au-delà." 
L'émission Radia tente de passer les frontières et de s'adresser à des gens de langues et de cultures différentes. En général, elle s'inscrit dans les différents genres de la création radiophonique : art sonore, musique électroacoustique, poésie sonore, fiction radiophonique, paysages sonores.

### Production
Généralement, chaque radio membre commissionne un artiste de son entourage et lui donne carte blanche pour réaliser l'émission. En ce sens, Radia emploie la radio en tant que galerie pour pièces sonores.

### Échange
Pour se transmettre les émissions, le réseau Radia utilise Radioswap.net, une plateforme semi-publique dédiée à l'échange de programmes entre radios libres.

## Membres
Les membres de Radia sont des radios, webradios ou des projets artistiques radiophoniques qui diffusent l'émission hebdomadaire et produisent les émissions en roulement.

### Membres fondateurs
Du 3 au 7 février 2005, une première rencontre a réuni des radios européennes à Berlin sous l'appellation NERA (New European Radio Art). Il fut décidé de commencer la diffusion au mois d'avril et de créer une liste de discussion par laquelle elles optèrent finalement pour le nom Radia.
Les membres fondateurs sont:
- Resonance FM (Londres)
- RIIST (qui deviendra Rádio Zero, Lisbonne)
- Kanal 103 (Skopje)
- Reboot.fm (qui deviendra Backyard Radio, Berlin)
- Radio Campus (Bruxelles)
- Radio Cult (Sofia), qui quittera le réseau en décembre 2006
- Tilos Rádió (Budapest)
- Orange (Vienne)
- Radio Oxygen (Tirana), qui finalement ne participera pas.

### Nouveaux membres
- Radio Grenouille (Marseille, France), février 2006[n 2]
- Lemurie TAZ (Prague, République Tchèque), mars 2006
- free103point9 (New York City, États-Unis), premier membre non-européen, septembre 2006
- Radio Panik (Bruxelles, Belgique), janvier 2007
- SounDart Radio (Dartington, Royaume-Uni), mars 2007
- Radio Corax (Halle, Allemagne), mai 2007
- Radio X (Francfort, Allemagne), avril 2008
- XL Air (Bruxelles, Belgique), juin 2008
- CKUT (Montréal, Canada), deuxième membre d'Amérique du Nord, juillet 2008
- Radio-One (Dunedin, Nouvelle-Zélande), premier membre de l'Hémisphère Sud, août 2009
- CFRC (Kingston, Canada), décembre 2009

Autres partenaires du réseau ÖRF Kunstradio (Vienne), InterSpace (Sofia).